# Endometriózis
Az endometriózis egy nőgyógyászati kórkép, melyben a normálisan csak a méh belső felszínén jelen lévő nyálkahártya a méh üregén kívül is megtalálható. Leggyakrabban a hashártyát érinti, ami belülről béleli a hasüreget és beborítja a kismedencei szerveket. A név a latin endometrium szóból származik, amely a méh belső felszínét borító szövet megnevezése. A méhnyálkahártya hormonálisan érzékeny, a hormonhatásoktól függően a menstruációs ciklus során felépül és leválik. Hormonérzékenységüket a méh üregén kívül található sejtek is megtartják, a panaszok a menstruáció idején súlyosbodhatnak. Az endometriózis a fájdalmas menstruáció (dysmenorrhoea) egyik leggyakoribb szervi oka. A betegség fő tünetei a hasi fájdalom és a meddőség. A diagnosztikájában a hasüreg laparoszkópos vizsgálatának van meghatározó szerepe. Kezelésében gyógyszereket (pl. hormonkészítmények) és sebészi módszereket alkalmaznak.
Az endometriózis meglehetősen gyakori betegség, becslések szerint a nők 6-10 százalékában előfordul, prevalenciáját a termékeny nőkben 0,5-5 százaléknak, míg az infertilis nők esetében 25-40 százalék körülinek tartják.
Az endometriózis növeli a petefészekrák kialakulásának az esélyét.

## Tünetei

### Fájdalom
Leggyakoribb tünete az alhasra lokalizálódó, visszatérő kismedencei fájdalom. Ez magában foglalja a krónikus kismedencei fájdalmat, a fájdalmas menstruációt (dysmenorrhoea), a fájdalmas közösülést (dyspareunia) és a menstruációk alatti fájdalmas székletürítést is. A panaszok sokszor a menstruációs ciklusnak megfelelően változnak, a vérzés időpontjában a legkellemetlenebbek. Noha többnyire a menstruációs fájdalom a legintenzívebb, fájdalom jelentkezhet az ovulációkor, vizelet vagy széklet ürítéskor, a kialakuló összenövések következtében, vagy fizikai aktivitás során. Érdekes megfigyelés, hogy a betegre jellemző fájdalmas területek és a sebészileg talált elváltozások helyzete között nincs szignifikáns összefüggés.
A fájdalom kialakulásának mechanizmusa a kutatások szerint összetett. Egyrészt állatkísérletekben kimutatták, hogy az endometriotikus szövetekben fájdalomérző idegvégződések jelennek meg. Emellett az endometriotikus sejtek gyulladást serkentő citokineket (pl. IL-8) termelnek, amik az immunrendszer sejtjeit (pl. makrofágokat) az elváltozás helyére vonzzák. Ott azok aktiválódnak és gyulladást keltenek, ami érzékenyíti a fájdalomérző idegsejtek idegvégződéseit, ezáltal fokozódik a fájdalom. Kimutatták, hogy az endometriózisban szenvedő nők hasüregi folyadékában több a makrofág és magasabb a gyulladásos citokinek (pl. TNF-α) szintje. Ezek az adatok arra utalnak, hogy a gyulladásos folyamatoknak fontos szerepe lehet a fájdalom kialakulásában, bár a közönséges gyulladáscsökkentő gyógyszerek (pl. NSAID-ok) kevésbé hatékonyak az endometriózis okozta krónikus kismedencei fájdalom enyhítésére. Patkányokon végzett állatkísérletek alapján központi idegrendszeri folyamatok is részt vesznek az endometriózis okozta ún. viszcero-viszcerális fájdalom kialakulásában.

### Infertilitás
Az endometriózis az érintett nők kb. 30-50 százalékában jár a fogamzóképesség csökkenésével vagy meddőséggel, aminek jelentőségét növeli, hogy a reproduktív életkorban lévő nők nagyjából 10-15 százalékában fordul elő a betegség. Az endometriózis többféle módon is hátrányosan hathat a nők termékenységére. Egyrészt kimutatták, hogy endometriózisban megváltozik az ovuláció szabályozása és a petesejtek érése, illetve a menstruációs ciklus luteális fázisa is zavart. Emellett csökken a petevezetékben a petesejt transzportja is, és a méh üregén belül elhelyezkedő endometrium is kevésbé alkalmas az embrió beágyazódásához. Az endometriózis okozta anatómiai elváltozások (pl. a hashártya összenövései) mechanikailag is akadályozhatják a megtermékenyülés és beágyazódás folyamatát (pl. elzáródhatnak a petevezetékek). Kísérletes adatok alapján az endometriózis károsítja a spermiumok mozgását is.

## Leírása

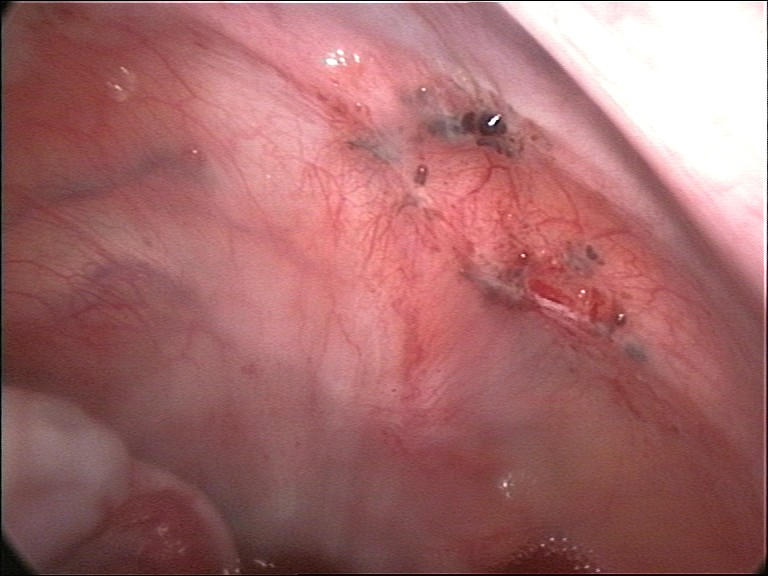
A hashártyán látható endometriózis laparoszkópos képe.

Az endometriózis betegségben az endometriumhoz hasonló szövet található a szervezet más területein, a méh üregén kívül. Ezen a méh üregén kívül elhelyezkedő endometrium szövetet nevezzük endometriózis csomónak, implantátumnak vagy növedékeknek. Ezek a csomók fájdalmat, meddőséget és sok más problémát okozhatnak. Noha nem megfelelő helyen lévő idegen szövetről van szó, és a csomókra gyakran hivatkoznak endometriómaként, a betegség nem daganatos elváltozás, sem kialakulásának mechanizmusát, sem pedig a viselkedését tekintve. Az endometriózis megbetegedés tehát nem rosszindulatú, rákos megbetegedés, hanem egészséges szövetnek nem szokványos helyen való előfordulását jelenti. Az endometriózis csomók a méh nyálkahártyához hasonlóan reagálnak a női hormonokra a menstruációs ciklus során. Minden hónapban hasonlóan felépülnek, és menstruációs vérzés formájában leválnak. Szemben a méh nyálkahártyájával, a méh üregén kívül elhelyezkedő endometriotikus szövet számára nincs lehetőség a testüregből való kijutásra. Ennek eredménye belső hasüregi vérzés, a szövettörmelék szétesése majd kijutása a csomóból, a csomót övező területen következményes gyulladással és hegképződéssel. A csomók megrepedése esetén azok elhelyezkedésétől függően egyéb szövődmények is felléphetnek – újabb területre való szóródás, összenövések képződése, bélvérzés vagy elzáródás, hólyag működési zavar – vérvizelés, görcsös vizelés – egyéb panaszok. A tünetek általában az idő előrehaladtával romlanak, bár bizonyos esetekben a tünetek javulása majd újra kialakulása a jellemző.

## Lokalizáció
Endometriotikus méhnyálkahártya sok helyen előfordulhat. Anatómiai elhelyezkedései szerint megkülönböztetnek kismedencei (endopelvikus) és kismedencén kívüli (extrapelvikus) endometriózist. Az endopelvikus jóval gyakoribb, a kismedence szerveit és hashártyáját érinti, leggyakrabban a méh külső felszínén, a petefészkeken, a petevezetéken, a hólyag és a méh közötti elülső (latinul: excavatio vesicouterina), valamint  méh és a végbél közötti hátsó hashártyaáthajláson (excavatio rectouterina), a méh szalagjain fordul elő. Ritkább esetekben méhfalában is megjelenhet endometriózis szövet, amit adenomiózisnak nevezünk. Az extrapelvikus endometriózis sokkal ritkább és igen változatos helyeken alakulhat ki, leggyakrabban a hasfal hashártyáját érinti, de megjelenhet műtéti hegekben, a mellkasban, a beleken, a májon, a vizeletelvezető rendszeren, az orrüregben, de írtak már le gerinc csigolyában, agyban, tüdőben található endometriózist is. Az extrapelvikus endometrózisok diagnosztikájában is segítséget nyújt a tünetek menstruációhoz igazodó jellege.

## Kialakulásának oka
Az endometriózis kiváltó okát jelenleg még nem ismerjük pontosan. A betegség kialakulására vonatkozóan több elmélet is ismert, feltételezhetően a hormonok és az immunrendszer is szerepet játszik a betegség kialakulásában.
Az egyik elmélet szerint az endometrium (méhnyálkahártya) sejteket tartalmazó menstruációs vér visszafele áramlik (ún. retrográd menstruáció) és a petevezetéken keresztül kijut a hasüregbe, ahol aztán megtapad és növekedésnek indul. Ezen elmélet alapján a betegség megjelenéséhez több kritériumnak is teljesülnie kell, nevezetesen a menstruációs vérnek ki kell jutnia a hasüregbe, a vérnek életképes méhnyálkahártyasejteket kell tartalmaznia és a sejteknek meg kell tudniuk tapadni a hashártyán és ott osztódniuk kell. A retrográd menstruáció azonban nem magyarázza a szokatlan helyeken (pl. orrüreg) előforduló endometriózist, és bár extrém ritka, de a betegség férfiakban is előfordulhat, melynek hátterében nem állhat menstruációs zavar. Az is felmerült, hogy a vérkeringés szállít endometriális sejteket a test egyéb területeire. Egy másik teória szerint az embrionális korban bekövetkező sejtvándorlási zavar miatt alakul ki a betegség, melynek során a Müller-csövet képező sejtek egy része abnormális helyekre vándorol és ott később méhnyálkahártya szigeteket hoz létre. (A Müller-csőből fejlődik a méh.) Humán magzatokban már leírtak méhen kívüli endometriumot, ami ezt a lehetőséget megerősíti. Mindezek mellett egy rendellenes, elégtelenül működő immunrendszer szintén segítheti a kórkép kialakulását. Feltételezések szerint genetikai hajlam fokozhatja a betegség kialakulását. Egy 2014-ben közölt tanulmányban több, különböző kromoszómákon található egyedi genetikai variációt is összefüggésbe hoztak a betegség kialakulásával:
- Az 1-es kromoszómán a WNT4 génhez közel
- A 2-es kromoszómán a GREB1 gén mellett
- A 6-os kromoszómán az ID4 génnél
- A 7-es kromoszóma rövid karján (7p15.2)
- A 9-es kromoszómán CDKN2B-AS1 génhez közel
- A 12-es kromoszómán a VEZT gén mellett

## Diagnosztika

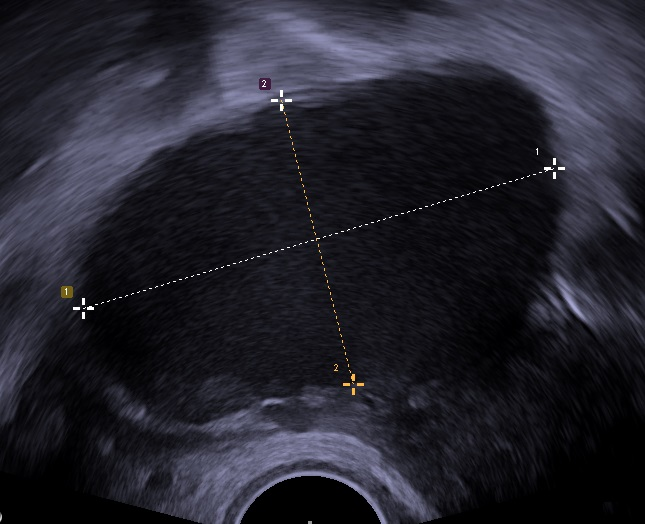
Transzvaginális ultrahang felvétel egy 67 x 40 mm-es endometriómáról a jobb oldali petefészekben.

A beteg panaszai és a fizikális vizsgálat (pl. a hüvely vizsgálata során tapintható csomók) alapján felmerülhet az endometriózis gyanúja. A biztos diagnózist a laparoszkópos vizsgálat jelenti. A módszer lényege, hogy egy kamerával ellátott eszközt vezetnek a hasüregbe, amivel a szervek felszínei és a hashártya belülről megtekinthető, kétes esetben szövettani mintavétel történhet. A laparoszkópia invazív beavatkozás, mellyel azonban egyidejűleg sebészi kezelés is végezhető, azonban éppen invazív jellege miatt a beavatkozás előtt lehetőség van kiegészítő képalkotó vizsgálatok végzésére is, amik segítenek a műtéti terv meghatározásában. Ezek közé tartozik a hüvelyfalon keresztüli (transzvaginális) ultrahang, a végbélen keresztüli (transzrektális) ultrahang és az MRI vizsgálat.
Az Európai Humán Reprodukciós és Embriológiai Társaság (ESHRE) szerint világszerte elterjedt az a gyakorlat, miszerint a kismedencei fájdalmakkal jelentkező nőknek empirikusan hormonális fogamzásgátlót rendelnek, esetleg fájdalomcsillapítóval kiegészítve, és csak azokat vizsgálják tovább endometriózis irányába, akikben a fenti kezelések ellenére is fennállnak a panaszok. Ennek oka, hogy csökkentsék az invazívnak számító laparoszkópos vizsgálatok számát. Ugyanakkor kimutatták, hogy a hormonális kezelésre adott terápiás válasz nem megbízható az endometriózis meglétének vagy kizárásnak igazolására.
Az endometriózis diagnózisa általában éveket késik az első tünetek jelentkezésétől számítva. Németországban és Ausztriában például ezt átlagosan 10 évnek, Norvégiában pedig 6 évnek találták. A korai diagnózis fontos, mivel a betegség jelentősen ronthatja a beteg életminőségét. A késések egyik fő okát több szerző is a tünetek nem megfelelő értékelésének, esetleges elbagatellizálásának tartja. Ugyancsak hátráltathatja a diagnózist a hormonális fogamzásgátlók széles körű használata, mivel az érintett betegekben elfedhetik a tüneteket.

## Endometriózis osztályozása
Az endometriózis nemzetközi osztályozását tekintve négy stádiumba sorolják. Az I. stádiumban csak kevés és kisméretű endometriózisos felrakódások láthatók, melyek kezelése – a jellemzőikből következően – könnyebb, míg a IV. stádiumban már több, egymástól távol eső szervet is súlyosan érint, amiből következően ezek kezelése rendkívül nehéz, komoly szakmai kihívást jelent a legkomolyabb szaktekintélyek számára is. A stádiumbeosztás nem feltétlenül van arányban az okozott tünetek mértékével. Meddőséget már a legenyhébb forma is okozhat, azonban fájdalmat még nem biztos, hogy észlel a páciens. A betegség fennállásának előrehaladtával az állapot egyre inkább súlyosbodik, megnehezítve így a lehető legkorrektebb operatív ellátás eredményességét.

## Kezelése
Az endometriózis kérdőíves vizsgálatok alapján jelentősen ronthatja a benne szenvedők életminőségét és szexuális életét. A betegség okozta panaszok a menopauzát követően rendszerint megszűnnek vagy jelentősen enyhülnek. A kezelés célja a reproduktív korban kettős, egyrészt a beteg panaszainak csökkentése, másrészt gyermekvállalási szándék esetén a termékenység helyreállítása teheti szükségessé. A két fő terápiás lehetőség a gyógyszeres kezelés és a sebészeti beavatkozás, azonban mivel utóbbi laparoszkóposan is végezhető, és a laparoszkópia a diagnosztikában is a fő vizsgálóeljárás, a sebészi kezelés (pl. összenövések feloldása, endometriotikus szövetek eltávolítása) azzal egy időben elvégezhető. A további kezelést a betegség súlyossága és a beteg igényei határozzák meg.

### Sebészi kezelés

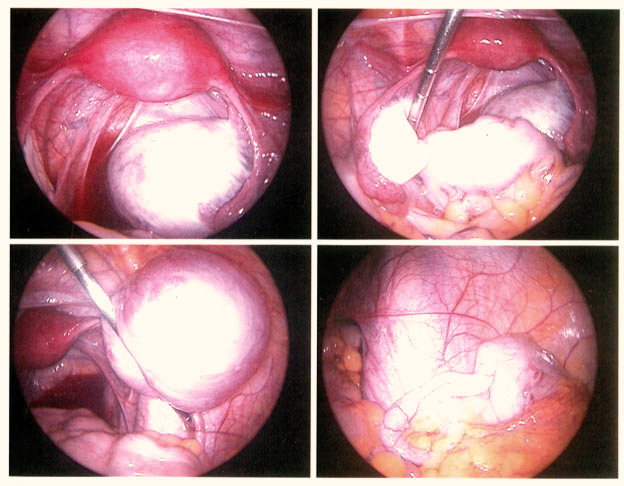
Endometriózis okozta petefészek tömlő (ciszta) laparoszkópos képe. Az ehhez hasonló tömlők a beavatkozás során eltávolíthatók (cisztektómia).

A kezelés célja a kismedencei anatómiai viszonyok lehető legpontosabb helyreállítása. Ennek része az endometriotikus csomók eltávolítása és az összenövések megszüntetése. A beavatkozások már önmagukban is csökkentik az endometriózis okozta fájdalmat. A sebészi kezelés laparoszkóppal történik, ami a hasfal megnyitásával járó laparotómiához képest jóval kisebb megterhelést jelent a betegnek, csökken a kórházban töltött napok száma és sokkal kisebb heggel gyógyul, így esztétikailag is előnyösebb. A műtét során lehetőség van szövettani mintavételre is. A beleket is érintő mélyen infiltráló endometriózis is kezelhető sebészileg, azonban ebben az esetben nagyobb arányban, a betegek kb. 13,9 százalékában alakulnak ki a műtét után szövődmények.
A méh és annak függelékeinek eltávolítása azoknál a nőknél merülhet fel, akik már túl vannak a családalapításon és nem terveznek több gyermeket, valamint a kevésbé radikális kezelések nem szüntették meg a panaszaikat.

### Gyógyszeres kezelések
A panaszok enyhítésére alkalmazhatóak gyógyszerek is. Többféle gyógyszercsoportba tartozó szereket is használhatnak.

### Hormonálisan ható szerek
A hormonálisan ható szerek közül jelenleg a hormonális fogamzásgátlók, a progeszteron agonisták és antagonisták, illetve a gonadotropint felszabadító hormonnal (angolul: Gonadotropin-releasing hormone, GnRH) analóg készítmények jönnek számításba. Mivel még nem készült olyan összefoglaló tanulmány, amelyik egyértelműen megállapította volna, hogy ezek közül bármelyik is hatékonyabb lenne a másiknál, ezért az Európai Humán Reprodukciós és Embriológiai Társaság (ESHRE) 2014-es ajánlásában az áll, hogy amennyiben a gyógyszeres kezelés mellett dönt a beteg, akkor az orvos általi felvilágosítás után, a lehetséges előnyök és mellékhatások ismeretében lehetőleg maga döntse el, melyik szert választja.

#### Kombinált hormonális fogamzásgátlók
A hormonális fogamzásgátlókról bizonyított, hogy képesek csökkenteni az endometriózis okozta kismedencei fájdalmakat. Alkalmazásukkal egyben a nem-kívánt terhességet is megakadályozzák, illetve segítségükkel könnyebben kontrollálható a menstruációs ciklus is.

#### Progeszteron agonisták és antagonisták

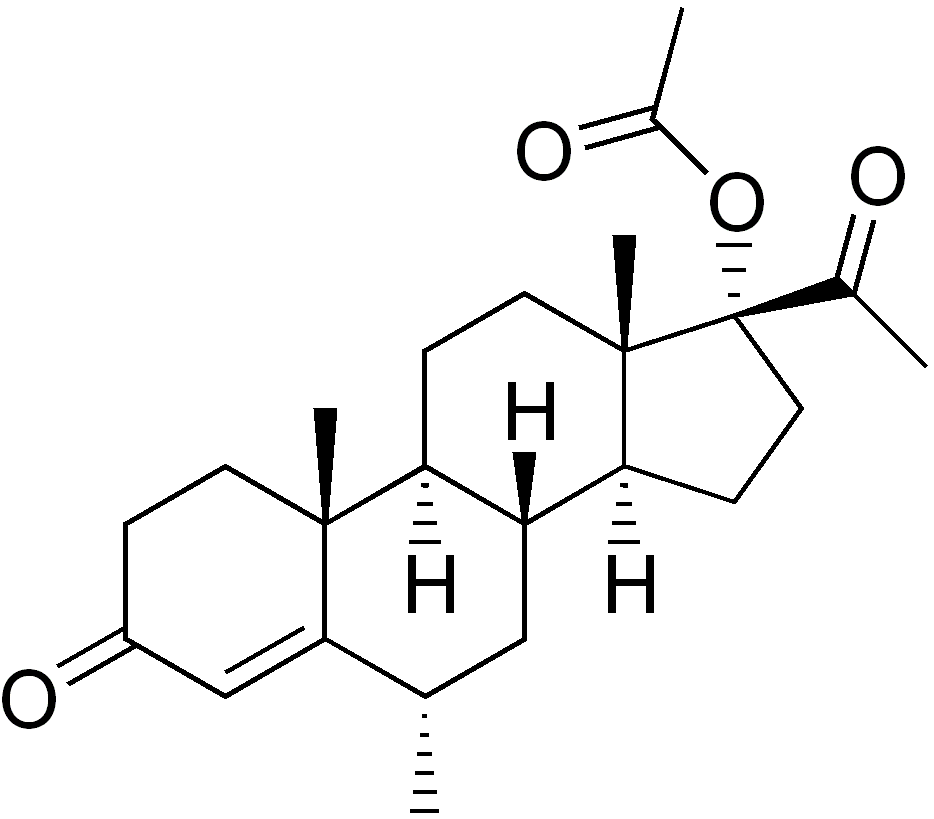
Az endometriózis kezelésre is használt medroxiprogeszteron-acetát szerkezeti képlete.

A progeszteron agonisták (pl. medroxiprogeszteron-acetát, dienogeszt, ciproteron-acetát, stb.) és antagonisták (pl. gesztrinon) egyaránt választhatók, a lehetséges mellékhatások közül azonban kiemelendő az egyes szereknél jelentkező androgenizáló hatás (férfiakra jellemző szőrnövekedés, hang megváltozása, stb.) és a fokozott trombózis kockázat. A danazol, mint az ösztrogénhatásokat csökkentő gyógyszer ugyancsak alkalmazható. A progeszteron agonisták hatása abban áll, hogy a negatív visszacsatoláson keresztül meggátolják a szervezet saját gonadotropin termelését, így csökken többek között az ösztrogén szintje is.

#### GnRH analógok
Ezek a szerek a hipotalamusz által termelt természetes GnRH-hoz hasonlóak. Folyamatosan adagolva őket csökken az agyalapi mirigyben a GnRH-receptorok száma, ezáltal az FSH és az LH termelése is. Mindez végül az ösztrogén termelés csökkenéséhez vezet. A GnRH analógok (pl. leuprolid, nafarelin, buzerelin, gozerelin, stb.) csökkentik az endometriózishoz társuló fájdalmat, ugyanakkor a mellékhatások miatt (pl. hüvelyszárazság, csontritkulás) szükség lehet kiegészítő hormonpótlásra, ami a vizsgálatok szerint nem csökkenti a kezelés hatékonyságát. Serdülőkorú és adoleszcens fiatal lányoknál, akikben még esetleg nem fejeződött be a csontrendszer érése, ezek a szerek csak körültekintéssel adhatók.

#### Aromatáz-gátlók
Az aromatáz enzim képes az androgéneket (pl. tesztoszteront) ösztrogénekké alakítani a szervezetben. Ezek a gyógyszerek az enzim gátlásán keresztül megakadályozzák ezt a folyamatot, ezzel csökken a szervezet ösztrogén szintje. Az aromatáz-gátlók több tanulmányban is csökkentették a fájdalmat, egyúttal hatékonynak találták őket a műtétet követően visszatérő panaszok megelőzésében is.

### Fájdalomcsillapítók
A nem-szteroid gyulladáscsökkentő gyógyszerek a menstruációs fájdalmak kezelésére széleskörűen használt szerek. Az ismeretlen eredetű fájdalmas menstruáció (ún. primer dysmenorrhoea) kezelésében hatékonynak találták őket, ugyanakkor az endometriózis okozta fájdalmak esetében nem egyértelmű a hatásosságuk. Ennek ellenére tüneti kezelésként szóba jöhetnek, ugyanakkor az ESHRE 2014-es ajánlása alapján a rendszeres szedésükkel járó mellékhatásokról (pl. gyomorbántalmak) fel kell világosítani a beteget.

### Meddőség kezelése
A panaszok enyhítésén túl gyermekvállalási szándék esetén fontos a társuló meddőség kezelése is. Erre a célra az ovulációt gátló hormonkezelések nem hatékonyak. Az enyhe és közepes endometriózisban az operatív laparoszkópia már önmagában is megnöveli a későbbi teherbeesés valószínűségét. A petefészkeken található endometriotikus tömlők (ciszták) kezelésében a ciszta tokkal együtt történő kimetszését (cisztektóma) kedvezőbbnek találták, mint a ciszta tartalmának leszívását (drenázs) és a falának roncsolását (abláció). Amennyiben a kezelést követően sem következik be spontán terhesség, lehetőség van mesterséges megtermékenyítés végzésére is (pl. in vitro fertilizáció, IVF).

### Kezelés étkezéssel
Az endometriózis esetén a telített zsírsavban bővelkedő ételeket érdemes kerülni. Ugyanis kutatások azt állapították meg, hogy a betegség aránya magasabb azoknál a nőknél, akik több transzzsírt fogyasztanak.
Továbbá az olyan ételek, amelyek befolyásolhatják a hormonszabályozást, negatívan hathatnak az endometriózisban szenvedőknél. Ezáltal érdemes kerülni vagy erősen korlátozni azokat az ételeket, amelyek elősegíthetik a gyulladás kialakulását a szervezetben, és további rendellenesség előrehaladásához-, vagy fájdalom kialakulásához vezethetnek. Ezek az ételek a következők lehetnek: koffein, alkohol, cukor, tejtermékek, vörös húsok, csokoládé.

## Endometriózis a médiában
- Doktor House, 5. évad, 14. rész[51]
- Pataki Zita – Az utolsó lombik[52]